# Herbert Engelhard
Felix Hermann Herbert Engelhard (* 7. Mai 1882 in Mannheim; † 19. Dezember 1945 in Heidelberg) war ein deutscher Rechtswissenschaftler und Hochschullehrer an der Ruprecht-Karls-Universität Heidelberg.

## Leben und Werk
Nach dem Abitur am humanistischen Gymnasium in Mannheim nahm Engelhard 1900 an der Universität München das Studium der Rechtswissenschaften auf. Später studierte er auch an den Universitäten Heidelberg und Berlin. 1904 legte er in Heidelberg sein Erstes Juristisches Staatsexamen ab. 1905 wurde er mit einer von Karl von Lilienthal betreuten Arbeit zum Betrug zum Dr. iur. promoviert. Nach dem Zweiten Staatsexamen 1909 war Engelhard als Amtsanwalt bei der Staatsanwaltschaft Mannheim tätig. 1914 nahm Engelhard seinen Abschied als Amtsanwalt, um sich seiner Habilitation zu widmen. Dieses Vorhaben wurde jedoch durch den Ersten Weltkrieg unterbrochen, zu dem Engelhard sich als Freiwilliger meldete. Sein Regiment wurde an der Ostfront in Masuren und bei Wilna eingesetzt. Für seinen Einsatz erhielt Engelhard das Eiserne Kreuz, den Orden vom Zähringer Löwen und die Hessische Tapferkeitsmedaille. 1915 geriet er in russische Kriegsgefangenschaft, in der er sich schwere Gesundheitsschäden zuzog, und konnte erst nach dem Frieden von Brest-Litowsk fliehen. Nach seiner Rückkehr nach Deutschland ließ er sich als Rechtsanwalt in Mannheim nieder. 1921 wurde sein Habilitationsgesuch von der Universität Heidelberg, unterstützt durch seinen Doktorvater Lilienthal, angenommen, woraufhin Engelhard mit der Venia legendi für Strafrecht und Strafprozessrecht ausgestattet und 1922 zum Privatdozenten ernannt wurde.
Im Wintersemester 1922/23 vertrat Engelhard den Lehrstuhl von Gustav Radbruch an der Universität Kiel. Im Juni 1923 wurde Engelhard außerordentlicher Professor in Heidelberg, vertrat aber zunächst noch Lehrstühle an den Universitäten Frankfurt am Main und Kiel. Ab 1925 lehrte und forschte er als planmäßiger außerordentlicher Professor an der Universität Heidelberg. Nachdem sein persönlicher Freund Radbruch aufgrund des Gesetzes zur Wiederherstellung des Berufsbeamtentums entlassen worden war, scheiterten Versuche der Fakultät, Engelhard ein Ordinariat zu verschaffen, an dessen Weigerung der NSDAP beizutreten und der daraus folgenden ungünstigen Beurteilung. Gleichwohl hielt Engelhard zusammen mit Karl Engisch die strafrechtlichen Vorlesungen und Prüfungen in Heidelberg weiter ab, so lange es seine Gesundheit zuließ. Anfang der 1940er-Jahre verschlechterte sich Engelhards Gesundheitszustand zusehends. Er starb am 19. Dezember 1945 und wurde auf dem Heidelberger Bergfriedhof beigesetzt.
Engelhard hat kaum größere wissenschaftliche Werke publiziert. Vielmehr zeichnete er sich durch kürzere, dafür umso prägnantere Beiträge in Fachzeitschriften insbesondere zu Betrug und Erpressung aus. Gustav Radbruch bezeichnete ihn in einem Nachruf als „geborenen Juristen von vollendeter Genauigkeit, restloser Klarheit und selbständiger Denkweise“.

## Schriften (Auswahl)
- Kann Betrug begangen werden durch Vorspiegelung einer gesetzwidrigen oder sittenwidrigen Gegenleistung?, Heidelberg 1905 (Dissertation)
- Das Chantage-Problem im geltenden und künftigen deutschen Strafrecht, Schlettersche Buchhandlung, Breslau 1912
- Die Ehre als Rechtsgut im Strafrecht Bensheimer, Mannheim 1921
- Einführung in das Strafrecht an Hand von Rechtsfällen Rausch, Heidelberg 1946 (posthum herausgegeben von Gustav Radbruch)